# 제니차도보이주

제니차도보이주의 위치

제니차도보이주(보스니아어: Zeničko-dobojski kanton, 크로아티아어: Zeničko-dobojska županija, 세르비아어: Зеничко-добојски кантон)는 보스니아 헤르체고비나를 구성하는 국가 및 지역인 보스니아 헤르체고비나 연방에 속해 있는 10개 주 가운데 하나로 주도는 제니차이며 면적은 3,343.0km2, 인구는 399,856명(2011년 기준), 인구 밀도는 120명/km2이다.

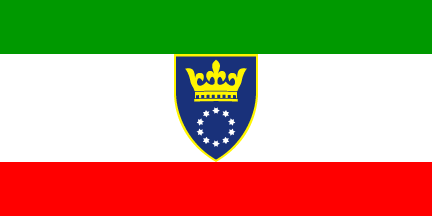
주기
주 문장

## 지방 자치체
12개 지방 자치체를 관할한다.
- 브레자(Breza)

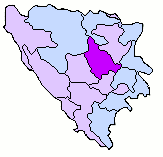
제니차도보이주

- 도보이유그(Doboj Jug, 남(南)도보이)
- 카칸(Kakanj)
- 마글라이(Maglaj)
- 올로보(Olovo)
- 테샨(Tešanj)
- 바레시(Vareš)
- 비소코(Visoko)
- 자비도비치(Zavidovići)
- 제니차(Zenica)
- 제프체(Žepče)
- 우소라(Usora)

## 지리
보스니아 헤르체고비나 중부에 위치하며 주도는 제니차이다. 참고로 도보이는 주 이름과는 달리 스릅스카 공화국에 속해 있는 도시이다.

## 인구
인구는 약 400,000명이며 보스니아인이 주를 이룬다. 2003년 통계를 기준으로 399,492명이 거주하며 보스니아인(334,031명, 83.6%)과 크로아티아인(52,130명, 13.0%), 세르비아인(10,180명, 2.5%), 그 외의 민족(3,151명, 0.8%)이 거주한다.

## 같이 보기
- 보스니아 헤르체고비나의 행정 구역